# أرلون
أرلُون (بالفرنسية:Arlon، وباللوكسمبورغية:Arel، وبالهولندية: Aarlen) مدينة بلجيكية تقع في جنوبي شرقي بلجيكا في مقاطعة والون لوكسمبورغ والتي تعتبر مدينة أرلُون عاصمة إدارية لها. وعلى الرغم من أن أغلب سكان المدينة هم من أصول لوكسمبورغية، الا انها لم تكن جزءا من دوقية اللوغسمبورغ ولم تكن تتبع لها أبدا، وكانت عملية استعاب السكان اللغة الفرنسية سهلة ولم تتخللها أي عوائق في كل مراحل تاريخ المدينة.
تتبع لمدينة أرلُون عددة بلديات تقع في مقاطعة والون لوكسمبورغ وهي: هيكبوس، كوريسك،فريلانج، فراسيم، فوكوس أو فوتش، ستيربينتش، سامبونت ,فيفيليه، أودانج، تورنيتش، هيكو، ويلير، سيسيلتش، هينش،هيكبوس ,كوريش،فريلانج ,فيفيلليه ,والتزينغ.

## السكان
يبلغ عدد السكان حالي 26,367 نسمة.(إحصاء: 2006/01/01) تشكل الإناث نسبة 50.26% والذكور 49.74%، الكثافة السكانية 222نسمة في الكلو متر مربع (كم ²), واللغة المنتشرة هي الفرنسية واللوكسمبوغية والهولندية.

## التاريخ
قبل مجيء الرومان وقيامهم بالفتوحات في بلاد الغال، تمت تسوية الأراضي في منطقة أرلُون وسكنتها قبيلة تريفيري (Treveri)،وهي قبيلة مختلطة من قبائل السلتك والقبائل الجرمانية. تكيف السكان المحليين بسهولة نسبيا مع الثقافة الرومانية عند دخول الرومان بلادهم، وربما يعود سبب ذلك لعدم وجود عرق واحد للسكان ,مما سهل اندماجهم مع أي غزو يدخل بلادهم.تتدل الأثار التي وجدت في المنطقة والتي تتكون من الأحجار المنحوتة أن البلاد كانت تنبض بالحياة المرفهة والتجارة وكانت فيها إدارة تقوم بتدبير شؤون المدينة في العصر الروماني. ولكن بسبب الغزوات التي كانت تشنها القبائل الجرمانية على البلاد في القرن الثالث،أدى ذلك إلى تدمير معضم التطورات التي كانت في تلك الفترة في وقت مبكر على الرغم من الأسوار الدفاعية المحصنة التي بنيت على تلة كينبتشين التي تقيم عليها المدينة.
خلال معظم فترةالعصور الوسطى,كان السكان لا يزالون يستخدمون المباني التي تدعمها مواد معدنية مثل الحديد وفي عام 1060.م أمر الكونت والرين الأول كونت أرلُون ببناء القلعة من جديد. في عام 1441 ضم ملك هولندة فيليب الملقب بفيليب الجيد مدينة أرلُون إلى مملكته وفي عام 1556 تعرض نصف المدينة إلى التدمير والخراب، حيث كانت تلك الفترة عصيبة ومضطربة وكانت الحروب مستمرة بين إسبانيا وهولندة وفرنسا، فقد تم تدمير القلعة على يد القوات الفرنسية بقيادة فرانسيس،دوق ستار.
وفي القرن الثالث عشر بنى الرهبان الكبوشيون دير على أنقاض القلعة وعززت الجدران المحيطة به للحماية.و في عام 1785.م دمر حريق عرضي جزءكبير من المدينة مرة أخرى.
يوم 9 يونيو من عام 1793.م، طردت القوات الثورية الفرنسية النمساويين من المدينة والتي كانوا قد سيطروا عليها بعد اندلاع الثورة الفرنسية، وأيضا قامت قوات الثورة الفرنسية بطرد الرهبان الكبوشيون من الدير وحوله إلى مستشفى بعد معركة واترلو. 
.
في الحرب العالمية الأولى كانت مدينة أرلُون من أول ضحايا الغزو الألماني في عام 1914 وكما تم إعدام 121 من سكانها في 26 آب بناء على أوامر من الكولونيل الألماني ريتشارد كارل فون. وأيضا كانت أراضيها مرة أخرى من بين أول من تعرض لغزو اللألمان في بداية الحرب العالمية الثانية.وحينها تعاون رئيس بلدية أرلُون مع القوات الألمانية مما عرضه ذلك لإطلاق النار عليه من قبل الثوار بعد نهاية الحرب العالمية الثانية في عام 1946.
و عن مدينة أرلُون اليوم فقد واصلت المدينة توسعها العمراني ازداد عدد الضواحي التابع لها وأصبحت قريبة جدا من الحدود مع دوقية لوكسمبورغ.

## المرافق

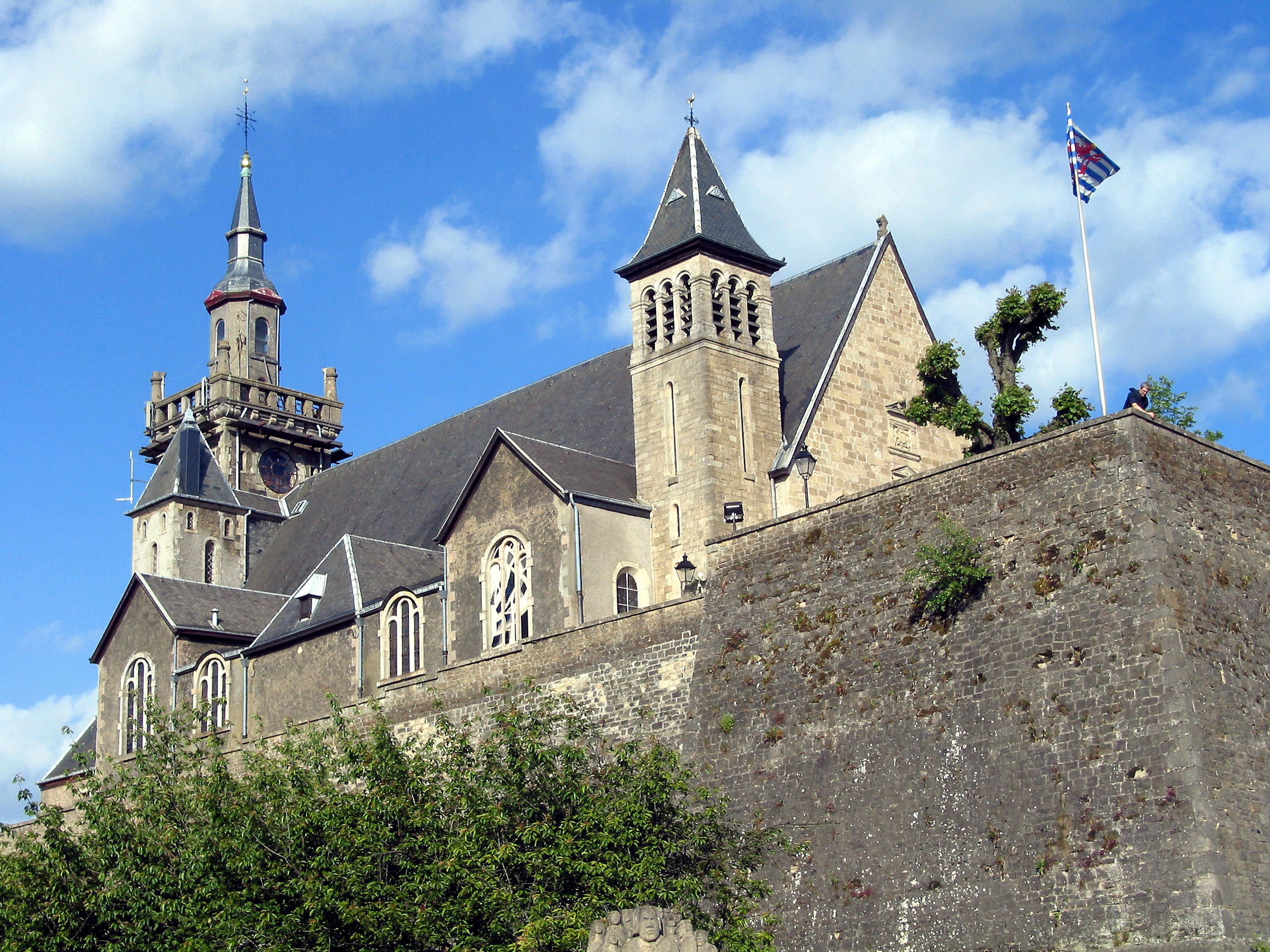
كنيسة دونات في أرلُون

يوجد الكثير من المرافق العامة في المدينة، من مستشفيات وجامعات ومعاهد متوسطية وبلدية ترعى شؤنها بالإضافة إلى أن مدينة أرلُون تعتبر من المدن التي يوجد فيها اغنى المتاحف الأثرية في بلجيكا، حيث ما زالت بعض الآثار الرومانية بادية للعيان منها الحائط الدفاعي الروماني الذي بني في القرن الثالث. ومتحف غاسبار الذي يحوي على قطع الثاث واللوحات القديمة والسيراميك الذي كان يستعمل على مدى العصور وكذلك على بعض اليقونات الدينية، بالايضافة إلى كنيسة القديس دونات المشرفة على تلة كنيبتشن التي كانت قلعة وديرا وثم مستشفى وعادت لتتحول إلى كنيسة.

## الفلكلور
في مدينة أرلُون وفي منتصف شهر الصيام عند المسيحيين ينطلق كرنفال أرلُون التقليدي، والذي يتضمن خلال اجوائه الاحتفالية مراسم تسليم مفاتيح المدينة لامير الكرنفال، وتقام الحفلات التي تتبع الكرنفال وتنتشر المأكولات الشعبية والمرطبات التي تشتهر فيها المدينة بالايضافة إلى تقديم مشروب الكونياك المعروفة فيه مدينة أرلُون.

## من مشاهير مدينة أرلُون
- يوهان كاسبار فون باساليت لوس انجليس لروزي، قائد بافاري عام (1710-1795)
- غودفروا كورث، مؤرخ (1847-1916).
- بينويت لامي، مخرج سينمائي (1945-2008).
- إنغريد ليمبريورL، بطل سباحة (1969-).